# Annette Treibel-Illian

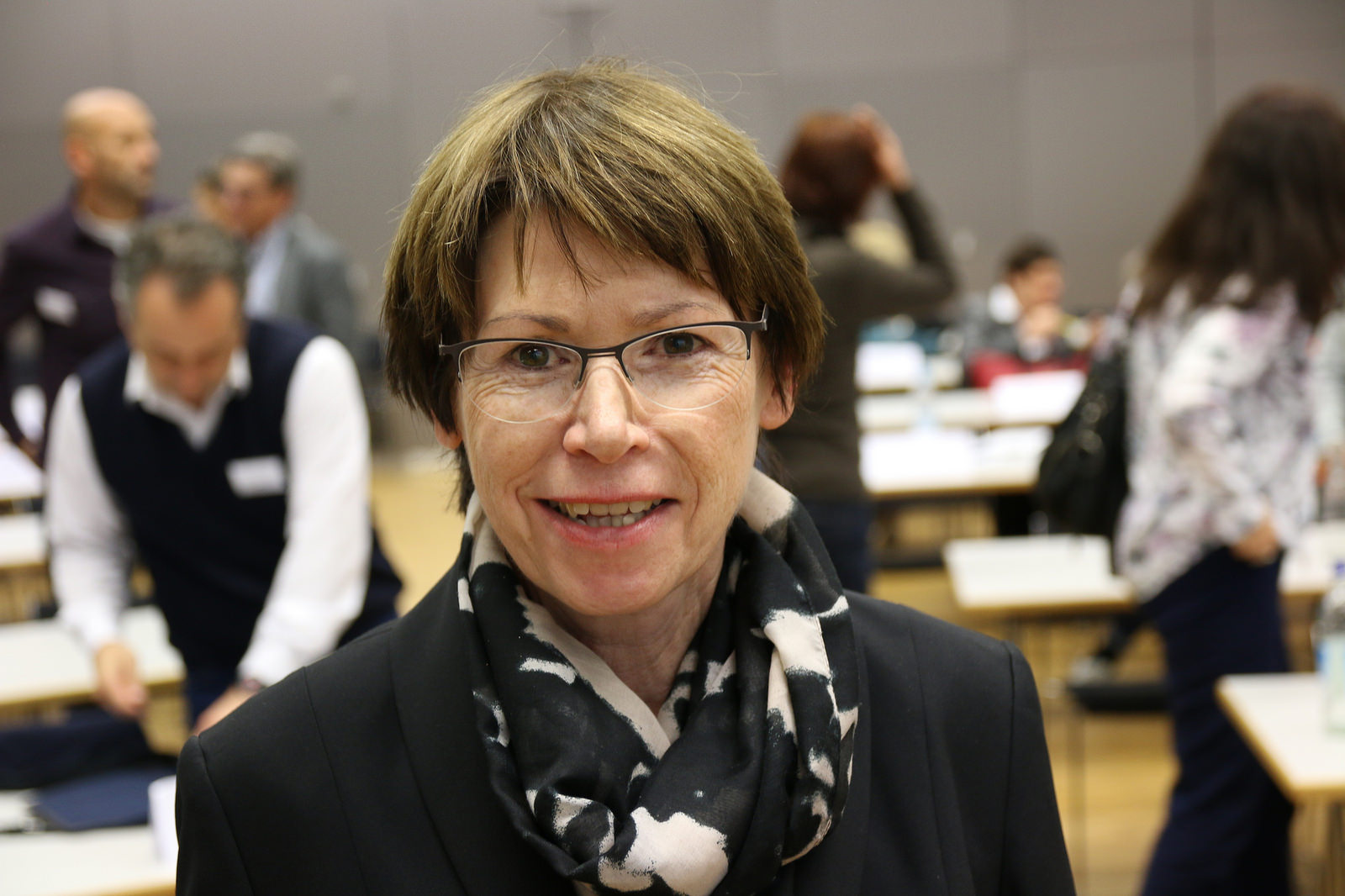
Annette Treibel-Illian nach einem Vortrag an der Akademie für Politische Bildung in Tutzing im Oktober 2017

Annette Treibel-Illian (als Autorin Annette Treibel, * 6. August 1957 in Freiburg im Breisgau) ist Professorin für Soziologie im Institut für Transdisziplinäre Sozialwissenschaft an der Pädagogischen Hochschule Karlsruhe.

## Biographie und wissenschaftliche Arbeit
Annette Treibel studierte Germanistik, Politikwissenschaft und Sozialwissenschaften an der Eberhard-Karls-Universität Tübingen und an der Ruhr-Universität Bochum. Dort promovierte sie 1987. 1994 habilitierte sie sich an der Ruhr-Universität Bochum. Seit 1996 ist sie als Professorin in der Abteilung Soziologie des Instituts für Transdisziplinäre Sozialwissenschaft an der Pädagogischen Hochschule Karlsruhe tätig.
Ihre Forschungsschwerpunkte sind Soziologische Theorien, Migration, Geschlechterforschung, Zivilisationstheorie (bzw. Prozesssoziologie von Norbert Elias) und Öffentliche Soziologie.
Sie war Mitglied des Herausgebergremiums der Gesammelten Schriften von Norbert Elias, dessen Geschäftsführung sie von 2003 bis 2005 innehatte. Einzelne Bände sind von ihr selbst herausgegeben. Zusammen mit Helmut Kuzmics und Reinhard Blomert ist sie Herausgeberin der Reihe Figurationen. Schriften zur Zivilisations- und Prozesstheorie, in der bisher 13 Titel erschienen sind.
Sie ist Mitglied im Konzil der Deutschen Gesellschaft für Soziologie (Mitgliedszeiten von 2009 bis 2013 und seit 2017). Von 2011 bis 2015 war sie Sprecherin der Sektion Migration und ethnische Minderheiten bei der Deutschen Gesellschaft für Soziologie (DGS). Seit 2011 ist sie Mitglied des Rats für Migration.
Von Februar 2019 bis Juni 2020 ist Treibel Mitglied der Fachkommission der Bundesregierung zu den Rahmenbedingungen der Integrationsfähigkeit.

## Öffentliche Soziologie
Treibel tritt seit 2012 für ein stärkeres Engagement der Soziologie in öffentlichen Meinungsbildungsprozessen ein, da diese für „die professionelle Analyse gesellschaftlicher Strukturen und Prozesse“ zuständig sei.
In ihrem populärwissenschaftlichen Buch Integriert Euch! Plädoyer für ein selbstbewusstes Einwanderungsland beschreibt Treibel Integration „als ein Projekt für alle“, d. h. für „neue Deutsche“ mit Migrationshintergrund sowie auch für „alte Deutsche“ ohne Migrationshintergrund. Bislang sei in Deutschland weitgehend eine „stille Integration“ vor sich gegangen, die zahllose „Vorzeigeausländer“ hervorgebracht habe – in Bildung, Beruf, Politik und sogar im Kabarett – und den Bevölkerungsanteil mit Migrationshintergrund fast unbemerkt ansteigen ließ (lt. Statistischem Bundesamt 2015 bei 21 %). Aufgrund der „in großen Teilen unauffällig stattgefundenen Integration von Einwanderern“ plädiert sie dafür mehr Selbstbewusstsein. Als Gegenakzent zu der seit einigen Jahren aufgekommenen integrationskritischen Debatte möchte sie daher den Fokus auf „Integrationsverweigerer ohne Migrationshintergrund“ richten, die dem Integrationsprojekt und den „neuen Deutschen“ aufgrund der „gewandelten Hierarchien im heutigen Deutschland“ kritisch bis ambivalent gegenüber stehen.
Anlässlich einer Tagung zum Thema Integration in Rostock regte sie an, mit dieser Gruppe das Gespräch über die neue „Normalität“ zu suchen und hierzu „Kurse zur Wissensvermittlung“ für alle anzubieten, die „Informationsbedarf verspüren“.

## Veröffentlichungen (Auswahl)

### Monographien
- Engagement und Distanzierung in der westdeutschen Ausländerforschung. Eine Untersuchung ihrer soziologischen Beiträge, Enke, Stuttgart 1988, ISBN 3-432-97591-0.
- Einführung in soziologische Theorien der Gegenwart [1993], 7. Aufl., Einführungskurs Soziologie, hgg. von Hermann Korte/Bernhard Schäfers, Bd. 3, Verlag für Sozialwissenschaften, Wiesbaden 2006, ISBN 978-3-531-15177-9.
- Die Soziologie von Norbert Elias. Eine Einführung in ihre Geschichte, Systematik und Perspektiven, Hagener Studientexte zur Soziologie, VS Verlag, Wiesbaden 2008, ISBN 978-3-531-16081-8.
- Migration in modernen Gesellschaften. Soziale Folgen von Einwanderung, Gastarbeit und Flucht, Beltz-Juventa, Weinheim 1999, 5. Auflage 2011, ISBN 978-3-779-90399-4.
- Integriert Euch! Plädoyer für ein selbstbewusstes Einwanderungsland, Campus Verlag, Frankfurt/M. 2015, ISBN 978-3-593-50461-2.

### Herausgeberschaften
- Transformationen des Wir-Gefühls. Studien zum nationalen Habitus, gemeinsam mit Reinhard Blomert und Helmut Kuzmics. Suhrkamp, Frankfurt/M. 1993, ISBN 3-518-28673-0.
- Skepsis und Engagement. Festschrift für Hermann Korte. Gemeinsam mit Gabriele Klein. LIT-Verlag, Münster 2000, ISBN 3-8258-4638-5.
- mit Reinhard Blomert, Helmut Kuzmics: Zivilisationstheorie in der Bilanz. Beiträge zum 100. Geburtstag von Norbert Elias. Leske + Budrich, Opladen 2000, ISBN 3-8100-2038-9.
- mit Maja S. Maier, Sven Kommer, Manuela Welzel: Gender medienkompetent. Medienbildung in einer heterogenen Gesellschaft. VS Verlag, Wiesbaden 2006, ISBN 978-3-531-14931-8.
- mit Marianne Soff: Gender interdisziplinär. Forschungsbeiträge der Pädagogischen Hochschule Karlsruhe. Helmesverlag, Karlsruhe 2014, ISBN 978-3-940567-23-9.
- mit Stefan Selke: Öffentliche Gesellschaftswissenschaften. Grundlagen, Anwendungsfelder und neue Perspektiven. Springer VS, Wiesbaden 2018, ISBN 978-3-658-16709-7